# 长梗绞股蓝
长梗绞股蓝（学名：Gynostemma longipes），为葫芦科绞股蓝属下的一个植物种。其种加词“Longipes”意为“长梗的”，“长柄的”。